# MFK Slovan Sabinov
MFK Slovan Sabinov là một câu lạc bộ bóng đá Slovakia, đến từ thị trấn Sabinov.